# 安徽省
座標: 北緯31度50分0秒 東経117度0分0秒 / 北緯31.83333度 東経117.00000度
安徽省（あんきしょう、アンホイしょう、中国語: 安徽省、拼音: Ānhuī Shěng、英語: Anhui）は、中華人民共和国の省の一つ。名称は安慶府の安と徽州府の徽による。省都は合肥市。略称は皖。

## 地理
華東東北部に位置する内陸省である。省南部は長江、省北部は淮河が貫流し、昔から江淮の間と呼ばれる平原地帯であった。省中央部に巣湖が浮かぶ。また南部では長江の右支流の青弋江が流れている。
北東部は江蘇省、南東部は浙江省、南部は江西省、西南部は湖北省、西北部は河南省と接する。

## 歴史
1667年（康熙6年）、清朝が江南省を分割し安徽省及び江蘇省を設置したのが初めである。安徽の名称は管轄する安慶・徽州・寧国・池州・太平・廬州・鳳陽の7府及び滁州・和州・広徳州の3州を管轄した江南左布政使司が文書で「安徽寧池太廬鳳滁和広等処承宣布政使司」の名称を使用したのが初見であり、その後「安徽布政使司」と改称、ついに安慶府と徽州府の2府の名称より「安徽」という行政区画名が誕生した。
1949年、中華人民共和国建国当初は皖北・皖南地区に二分されていたが、1953年に安徽省が再設置された。

## 経済
中国で経済活動が最も活発的な長江三角州の西側に位置し、重要な家電・自動車生産基地である。近年の経済成長が著しく、GDP総額は中国本土31省の10位に昇った。
辛亥革命前に活躍した徽州商人と総称される商人集団が籍を置いた徽州府（歙県を中心とする）は、大部分が現在の安徽省に属する。徽州商人は、中国の茶・塩の貿易を約数百年間独占した。
北部の土地は豊であり、重要な農産物の産地である。東北部の亳州市は「中薬の都」と呼ばれ、漢方薬の原材料の産地である。
西北部の阜陽市は労働力が豊富であり、周辺の各大都市に労働力を供給し、各大都市の経済活動・経済成長を支えている。
両淮炭鉱は重要なエネルギー基地であり、馬鞍山市は鉄鋼、銅陵市は有色冶金で全国首位となっている。また長江と淮河の水運が発達しており、安慶、蕪湖は重要な河港である。
黄山市祁門県は、世界三大銘茶に数えられる祁門紅茶（キーマン紅茶、キームン紅茶）の産地であり、海外で特にイギリスに珍重されている。黄山市は自然豊かで、中国のトップの観光地である。六安市は中国伝統十大銘茶の「六安瓜片」の産地である。
省内には奇瑞汽車本社、「JAC汽車」本社が位置している。
省都の合肥は、中国三大科学教育基地として、人工知能産業、原子力発電の研究、液晶パネル製造業、半導体記憶装置製造業の競争力が強い。有名な企業は、人工知能サービスを提供している「科大訊飛」、新エネルギー自動車製造メーカーである「NIO」、メモリ記憶装置メーカーである「長鑫」など。
蕪湖市と滁州市は近隣の江蘇省・上海市・浙江省から投資が多く、家電製造業、自動車パーツ製造業などの産業の発展は著しい。
南部の宣城市と周辺の県は、「文房四宝の郷」と呼ばれ、過去から優質な「宣紙」・「宣筆」・「徽墨」・「歙硯」を生産。

## 行政区画
下部に16地級市を管轄する。詳細については下部データボックスを参照。
| №                | 名称     | 中国語表記 | 拼音          | 面積 (K㎡) | 人口 (2020年) | 政府所在地 |
| ---------------- | -------- | ---------- | ------------- | ---------- | ------------- | ---------- |
| #                | 安徽省   | 安徽省     | Ānhuī Shěng   | 139400.00  | 61,027,171    | 合肥市     |
| 安徽省の行政区画 |          |            |               |            |               |            |
|                  |          |            |               |            |               |            |
| — 地級市 —       |          |            |               |            |               |            |
| 1                | 合肥市   | 合肥市     | Héféi Shì     | 11429.68   | 9,369,881     | 蜀山区     |
| 2                | 安慶市   | 安庆市     | Ānqìng Shì    | 13538.00   | 4,165,284     | 宜秀区     |
| 3                | 蚌埠市   | 蚌埠市     | Bèngbù Shì    | 5952.13    | 3,296,408     | 蚌山区     |
| 4                | 亳州市   | 亳州市     | Bózhōu Shì    | 8522.58    | 4,996,844     | 譙城区     |
| 5                | 宣城市   | 宣城市     | Xuānchéng Shì | 12323.43   | 2,500,063     | 宣州区     |
| 6                | 池州市   | 池州市     | Chízhōu Shì   | 8391.73    | 1,342,764     | 貴池区     |
| 7                | 滁州市   | 滁州市     | Chúzhōu Shì   | 13523.22   | 3,987,054     | 南譙区     |
| 8                | 阜陽市   | 阜阳市     | Fùyáng Shì    | 10122.77   | 8,200,264     | 潁州区     |
| 9                | 淮北市   | 淮北市     | Huáiběi Shì   | 2740.91    | 1,970,265     | 相山区     |
| 10               | 淮南市   | 淮南市     | Huáinán Shì   | 5569.96    | 3,033,528     | 田家庵区   |
| 11               | 黄山市   | 黄山市     | Huángshān Shì | 9678.84    | 1,330,565     | 屯渓区     |
| 12               | 六安市   | 六安市     | Lù'ān Shì     | 12461.45   | 4,393,699     | 金安区     |
| 13               | 馬鞍山市 | 马鞍山市   | Mǎ'ānshān Shì | 4049.13    | 2,159,930     | 雨山区     |
| 14               | 宿州市   | 宿州市     | Sùzhōu Shì    | 9939.80    | 5,324,476     | 埇橋区     |
| 15               | 銅陵市   | 铜陵市     | Tónglíng Shì  | 2924.00    | 1,311,726     | 銅官区     |
| 16               | 蕪湖市   | 芜湖市     | Wúhú Shì      | 6026.05    | 3,644,420     | 鳩江区     |

## 交通
- 鉄道 : 京滬線、隴海線、京九線、阜淮線、宣杭線、皖贛線、寧西線
- 空港 : 安慶天柱山空港、黄山空港、阜陽空港 、合肥新橋国際空港、池州九華山旅游空港（建設中）

## 教育
- 合肥
  - 中国科学技術大学
  - 合肥工業大学
  - 安徽大学
  - 安徽医学大学
  - 安徽建築大学
  - 安徽中医学大学
  - 安徽農業大学
  - 合肥大学
  - 安徽合肥三聯学院
  - 合肥電子工程学院
  - 中国コンピューター通信学院
- 蚌埠
  - 安徽財経大学
  - 安徽電子信息学院
  - 安徽科技師範学院
  - 蚌埠医学院
  - 蚌埠学院
  - 中国コンピューター坦克学院
  - 中国コンピューター汽車管理学院
  - 中国空軍十三飛行学院
  - 中国海軍士官学院
- 淮南
  - 安徽理工大学
  - 淮南師範大学
- 蕪湖
  - 安徽工程科技学院
  - 安徽師範大学
- 馬鞍山
  - 安徽工業大學
- 滁州
  - 滁州師範専科学校

## 世界遺産
- 黄山（1990年、文化遺産と自然資産）
- 西逓と宏村（2000年、文化遺産）

## 姉妹自治体・提携自治体
- メリーランド州 - 1980年6月10日
- ニーダーザクセン州 - 1984年9月6日
- フランシュ＝コンテ地域圏 - 1987年5月18日
- 高知県 - 1994年11月8日
- ドルヌィ・シロンスク県 - 1997年6月8日
- ハドラマウト県 - 1998年2月17日
- ノーザンテリトリー - 2000年10月23日
- リンポポ州 - 2000年10月31日
- ブラバン・ワロン州 - 2002年5月9日
- ダカリーヤ県 - 2003年9月2日
- ヌエヴァ・エシハ州 - 2003年9月10日
- ヴェストラ・イェータランド県 - 2005年9月26日
- ラ・パンパ州 - 2006年6月20日
- ウースチー州 - 2010年7月19日
- ニジニ・ノヴゴロド州 - 2014年7月25日
- ユカタン州 - 2014年10月13日
- 江原特別自治道 - 2015年9月14日
- ヤース・ナジクン・ソルノク県 - 2017年6月12日
- ブレスト州 - 2017年9月13日
- ダービーシャー - 2017年11月9日
- アンタルヤ県 - 2018年10月23日

## 安徽省出身の著名人
- 管仲 - 春秋時代における斉の政治家である。桓公に仕え、覇者に押し上げた。
- 荘子 - 戦国時代の宋の道家
- 華佗 - 後漢末期の薬学・鍼灸に非凡な才能を持つ伝説的な名医
- 曹操 - 後漢の丞相・魏王で、三国魏の基礎を作った。魏の武帝、魏武とも呼ばれる。
- 曹植 - 曹操の子、唐の李白・杜甫以前における中国を代表する文学者。
- 周瑜 - 孫呉の大督として赤壁の戦いを指揮した
- 魯粛 - 周瑜の後任として三国呉の大督
- 呂蒙 - 魯粛の後任として三国呉の大督
- 嵆康 - 竹林の七賢の一人
- 包拯 - 北宋の仁宗時期の著名な大臣、清廉を以て名を残した。包公、包青天とも呼ばれる。
- 李公麟 - 北宋の画家
- 朱元璋 - 明朝の創始者であり、初代皇帝である。洪武帝とも呼ばれる。
- 弘仁 - 明末から清初にかけて活躍した画僧
- 呉敬梓 - 清の作家、『儒林外史』の著者
- 戴震 - 清代考証学の代表者
- 胡雪巌 - 清末期の実業家、「紅頂商人」とも呼ばれる
- 李鴻章 - 清末の政治家。淮軍の軍事力を背景に大きな力を持ち、洋務運動を推進した。
- 段祺瑞 - 清末民初の軍人・政治家。北洋新軍の三傑の1人。安徽派の指導者。北京政府国務総理。
- 馮玉祥 - 中華民国の軍人。北京政府に属し、当初は直隷派であったが、後に国民軍を組織し、その指導者となった。
- 陳独秀 - 「五四運動」の主導者の一人で、中国共産党の創始者の一人として最初期に活躍した。
- 胡適 - 中華民国の学者・思想家・外交官。「新文化運動」の中心の一人。
- 方東美 - 新儒家
- 黄賓虹 - 中国の近代山水画家
- 楊振寧 - 米国籍華人物理学者、1957年ノーベル物理学賞受賞
- 胡錦濤 - 元中国共産党総書記、中国国家主席
- 呉邦国 - 元全国人民代表大会常務委員長、中央政治局常務委員会委員
- 李克強 - 国務院総理、国家安全委員会副議長、中央政治局常務委員会委員